# Regensburg óvárosa a Stadtamhoffal
A Regensburg óvárosa a Stadtamhof negyeddel nevű épületegyüttest az UNESCO  2006. július 13–án vette fel a világörökség listájára. Regensburg a középkorban a Szent Német-Római Császárság politikai centruma és virágzó európai kereskedelmi központ volt. Az óváros érdekes példája az egyben és egységesen fennmaradt középkori nagyvárosnak. Építészeti különlegessége a patriciuscsaládok házai és tornyai, a Dóm és a régi Kő-híd (Steinbrücke) a 12. századból. A megnevezés (Altstadt Regensburg mit Stadtamhof) Regensburg utolsó középkori városbővítésének (1320) határát jelöli. A terület összesen 984 különböző műemléket foglal magába.
Regensburg a legépebben fennmaradt nagyváros Németországban. Az óváros megtartotta 14. századi határait, és oly módon tükrözi vissza a virágzó középkor gazdasági, politikai és vallási fejlődését, mint azt egyetlen más város sem egész Európában. Regensburg patrícius családjai a máig fennmaradt csodálatos, különösen tornyaival feltűnni szándékozó 11-14. századi kereskedőházaikkal kívánták megmutatni gazdagságukat. A patríciusok ezen kívül koruk óriási – akár építészetileg, akár belső, eredetiben megőrzött kivitelezésükben kitűnő – templomait alapították meg vagy építtették fel. A regensburgi dóm a francia gótikus katedrálisok típusának egyetlen példája a Rajnától keletre. Középkori üvegfestészeti remekekben való gazdagsága miatt egyedülálló egész Németországban.
A Minorita-templom és a Domonkosrendiek temploma a kolduló rendek két legnagyobb németországi imaháza. A 12. századból fennmaradt, Dunán átívelő Kő-híd a 12. század építészek tervező munkájának kimagasló példája. Az Óvárost a Stadtamhof városrésszel köti össze.

## Regensburg jelentős épületei

### Arany-torony

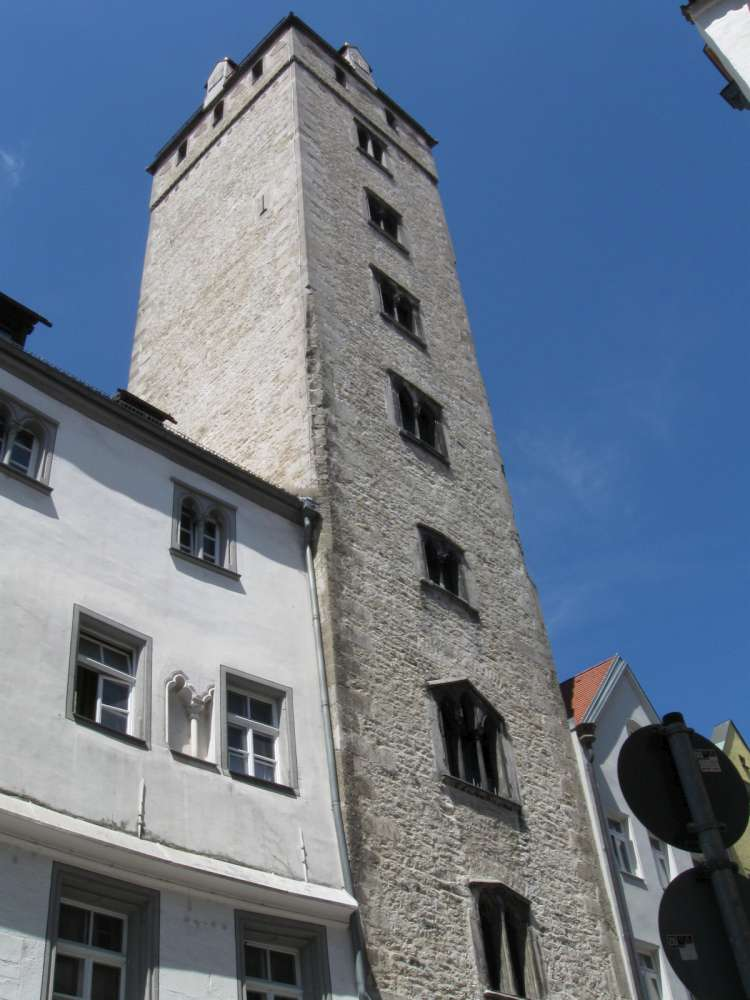
Arany-torony

(Goldener Turm) 50 méteres magasságával minden regensburgi patríciustorony közül a legimpozánsabb a 12. századig visszanyúló építéstörténettel rendelkező torony. Része egy négy építményből álló együttesnek a Wahlenstrasse és az Unterer Bachgasse között. Az először csak négyemeletnyi magasba emelkedő épületet 1300-ban további négy épülettel toldották meg. 1600 körül az udvara reneszánsz árkádot kapott, mely két emelet felett húzódik. Akkoriban épült a mai sima sátortető a korábbi helyén. 1985-ben fejezték be renoválását, azóta diákok kollégiumaként működik.

### Baumburger-torony
(Baumburger Turm) Az 1270 körül emelt hétemeletes Baumburger-torony egy további épületegyüttes része, mely keleti oldalához kapcsolódik. Késő gótikus földszinti homlokzata és mögötte fekvő kora gótikus terme, az első emeleti loggia és mindenekelőtt a finoman kidolgozott ablakok a felsőbb szinteken a leggazdagabban díszített regensburgi patriciustoronnyá teszik.

### Góliátház

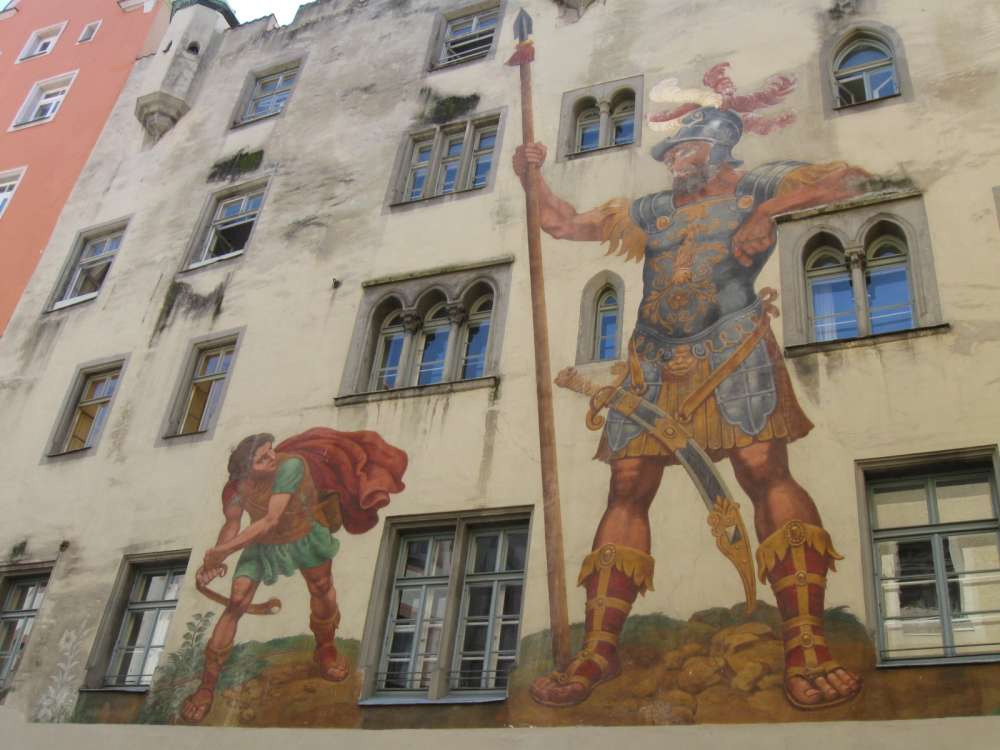
Góliátház

(Goliathhaus) A korai gótikus, a 13. század első feléből származó Góliátház 1290-ben a Tundorfer család tulajdona lett. Nevét monumentális homlokzati festményéről kapta, mely Dávidot és Góliátot ábrázolja. A freskó Melchior Bocksberger műve, 1570 körül készült.

### Degginger-ház
(Deggingerhaus) A 14-15. század átfogó jellegű épület komplexuma román stílusú pincék felett áll. 14. századi kereszthálós boltozat, ötemeletes torony a 13. századból, de alapja régebbi, hátsó épületrésze 1706-1845 között épült.

### Johannes Kepler lakóháza

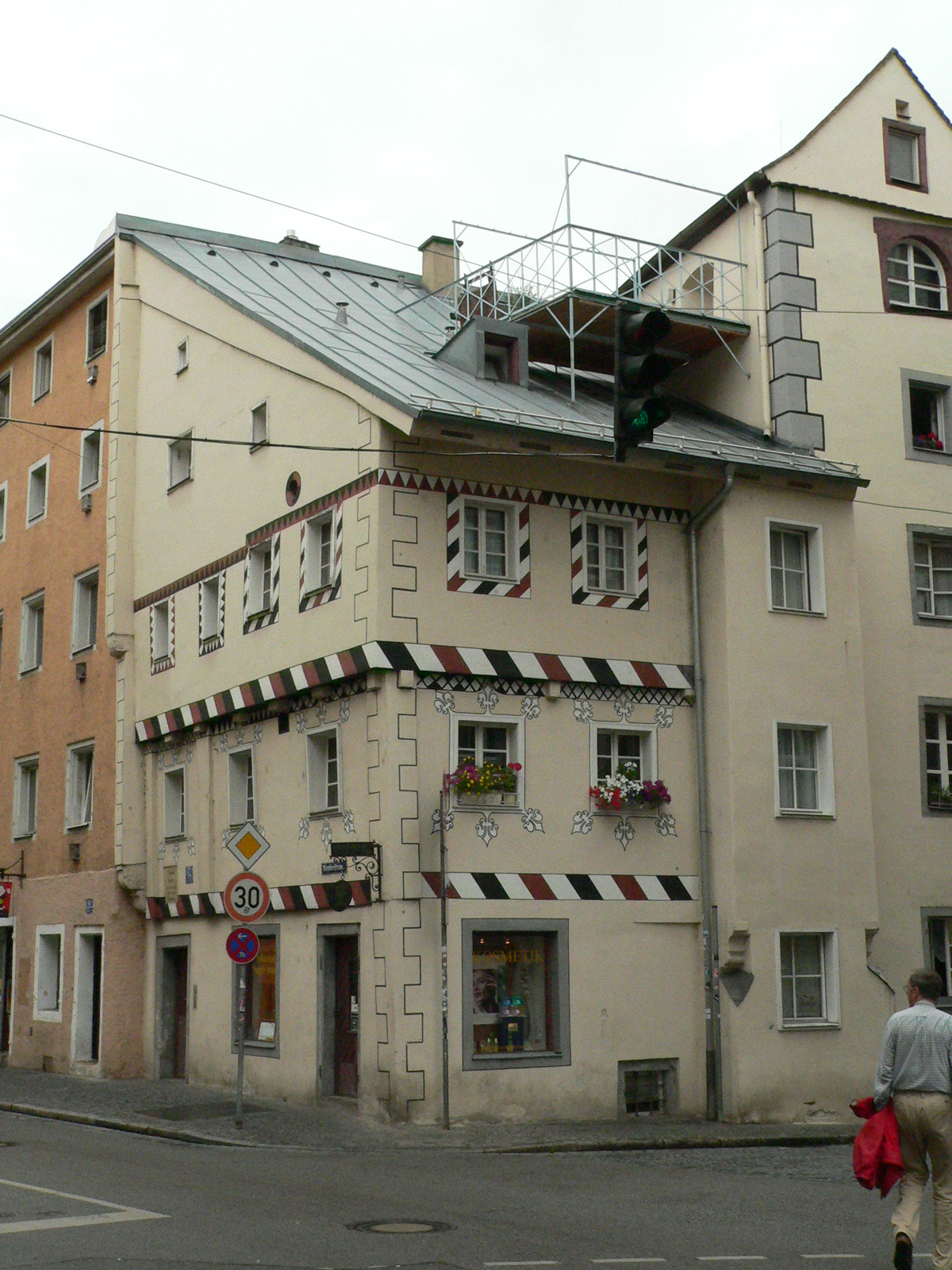
Kepler egykori lakóháza

(Wohnhaus Johannes Keplers) Az 1250 körül keletkezett kora gótikus lakóház a legidősebb múltra visszatekintő egészben fennmaradt faház Németországban. A polgári épület az Am Schallern utcácska sarkán 1626 és 1628 között Johannes Kepler matematikus és csillagász és családja lakóhelye volt. Az 1976-77-ben tudományos alapossággal, a korai állapot legmesszebbmenőkig történő figyelembe vételével zajló restaurálás megőrizte a korai gótika emlékét, mely mind építészeti részleteiben, mind fekvését és történelmi jelentőségét tekintve jelentős műemléke a városnak.

### Kepler-múzeum
A Kepler-múzeum volt az az épület, ahol Johannes Kepler csillagász 1630. november 15-én meghalt. Kepler 1630 őszén költözött az épületbe, ami 1622-től a Hillebrand kereskedőcsalád birtokában volt. A ház a középkor során a Runtinger kereskedőcsaládhoz is tartozott.
A 19. századig az Arany sólyom nevet viselő vendégfogadó működött a házban. 1959-ben a megrongált épületet sikerült megmenteni a lebontástól, ebben az évben felújították.
A ház erkélye az 1540-es állapotot tükrözi. 1961 óta működik Kepler-múzeumként.

### Runtinger-ház

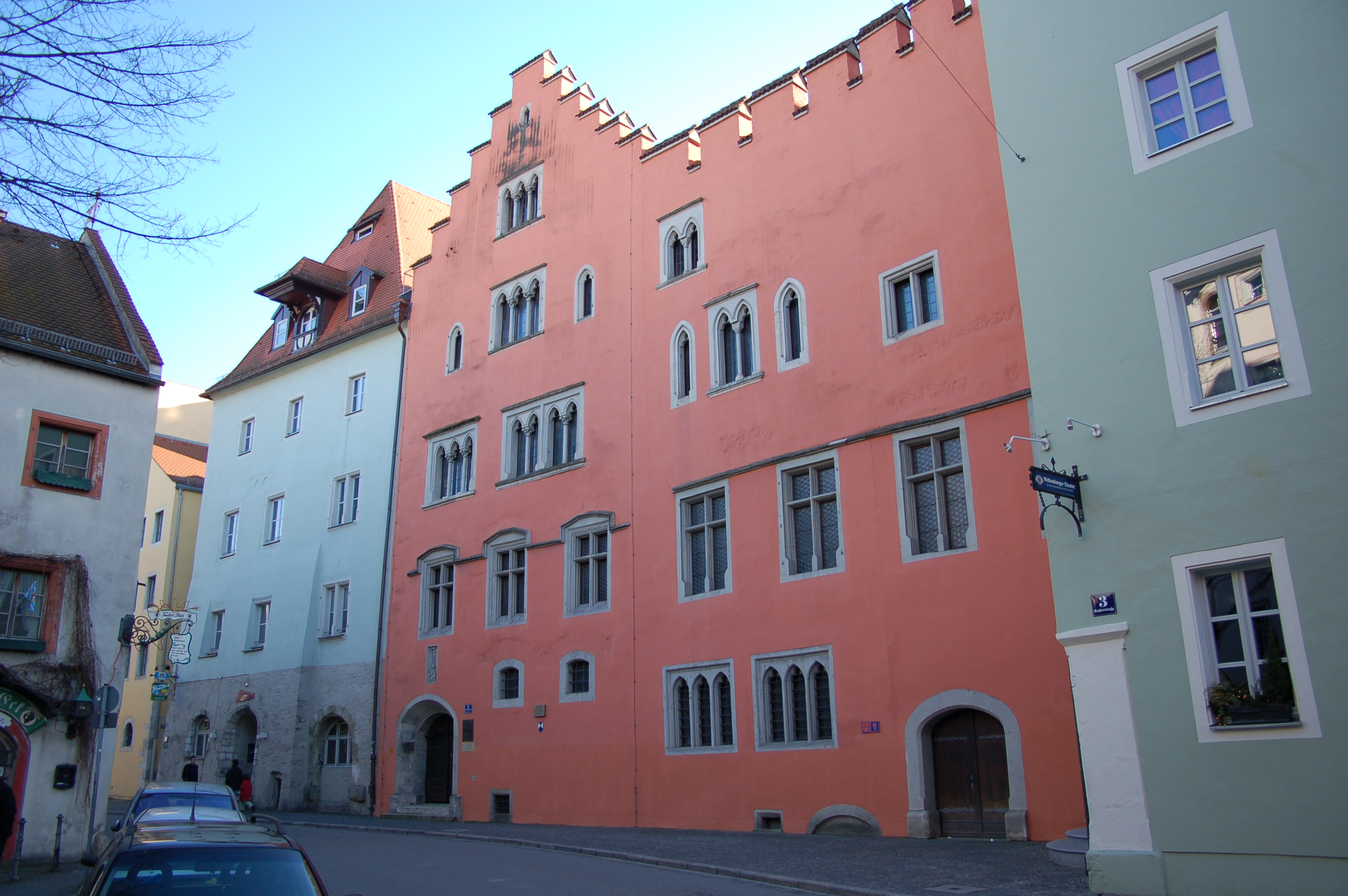
Runtinger-ház

(Runtingerhaus) Kora gótikus lépcsős oromzatú ház, alapja román toronyépület, mely 1200 körül épült, 1400 környékén kiegészítették és felújították. A két udvar között gótikus épületszárny helyezkedik el. A ház a gazdag kereskedőcsaládról, a Runtingerekről kapta a nevét, akik 1367-ben jutottak hozzá és építtették ki. Matthäus Runtinger címere a főbejárat felett látható. A 15. században, mikor a kereskedőcsalád sorsa hanyatlóra fordult, tulajdonukon túladtak. Később, 1554-től mint az „Arany Koronához“ (Goldene Krone) címzett vendéglő ismét elismert és jelentős építménnyé vált. Mivel gasztronómiai célokat szolgált, ezért a barokk időszakában többször végeztek rajta átépítéseket.

### Kő-híd
(Steinerne Brücke) 1136-ban kezdték meg a regensburgi kereskedők által finanszírozott híd építését. 1142 körül a híd feletti patronátust a bajor hercegtől a német király illetve császár vette át. Követői, a babenbergi IV. Lipót herceg (1139-41) és Jasomirgott Henrik (1143-56), továbbépíttették. Közepének irányában magasodó és eredetileg három toronnyal megerősített 16 lyukú híd, mely a Dunán ível át 336 méter hosszúságban. A középkor technikai mesterműveként tartják számon. Közlekedéstechnikailag igen nagy volt a jelentősége. Évszázadokig az egyetlen biztos dunai átkelőhelynek számított Ulm és Bécs között.

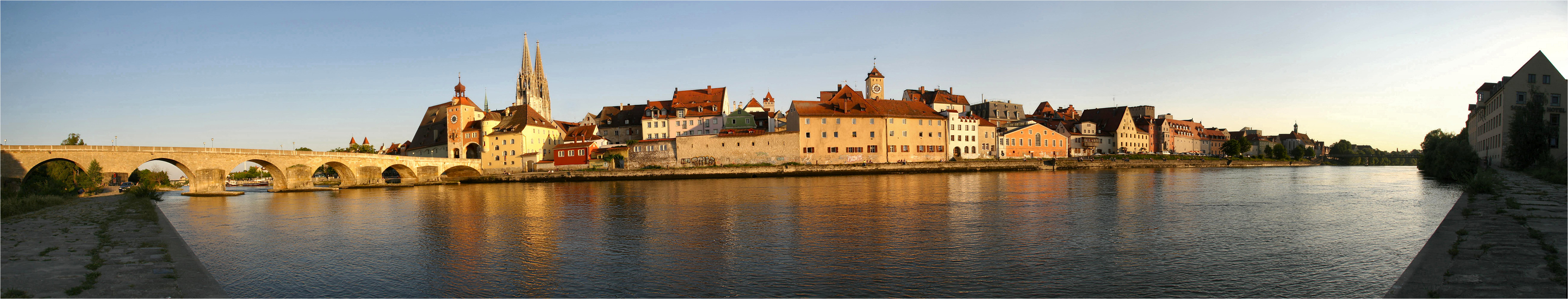
Regensburg panorámája

### Szent Péter-dóm

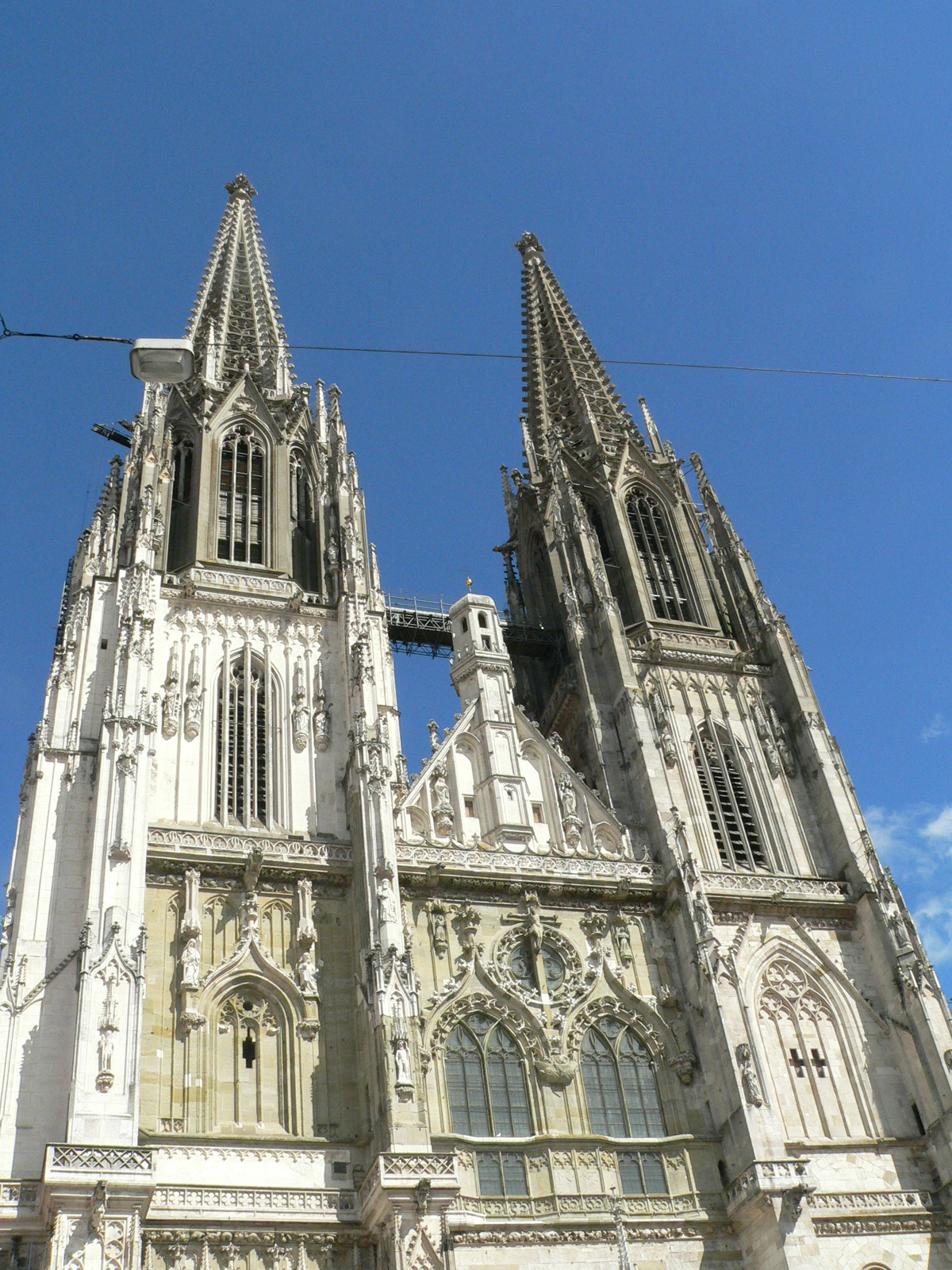
A Szent Péter-dóm homlokzata

(Dom St. Peter) Valószínűleg a kolduló rendek intenzív építkezési lázának és mindenekelőtt a régi dóm leégésének köszönhetően (1273) a regensburgiak új katedrális építésébe fogtak. Az új katedrális nem a román kori alapokon épült, hanem attól kissé nyugati irányba mozdult el helyének kijelölése. 1280-ban egy Franciaországban tanult mester vette át az építkezések irányítását. Így születhetett meg Regensburgban a klasszikus francia katedrális három részből álló főhajóval, nagyméretű üvegfestészeti alkotásokkal, két tornyocskával a nyugati részen, gazdag szobordíszítéssel a homlokzaton. A regensburgi dóm Bajorország egyetlen gótikus katedrálisa.

### Városháza

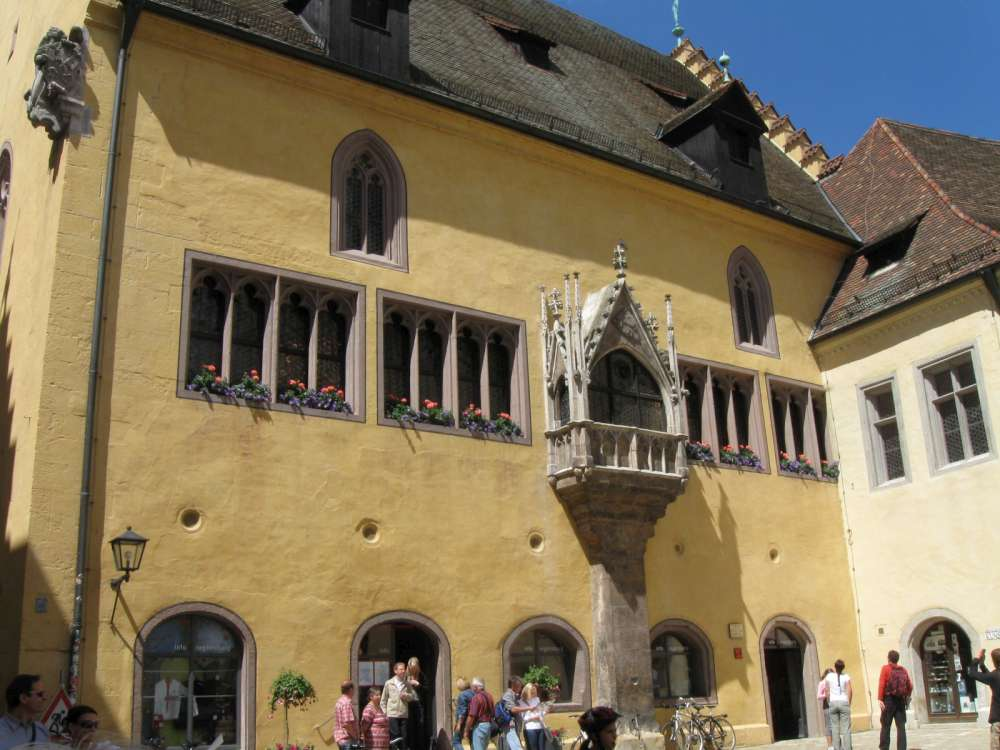
Régi városháza

(Rathaus) Ahogy az a középkori városoknál jellemző, Regensburgban is a központi vásártéren, a mai Kohlenmarkton épült fel a Városháza. Először 1244-ben említik, egy évvel azelőtt, mint ahogy Regensburg elnyerte volna a szabad birodalmi városi rangot. Ezáltal az épület egyike Dél-Németország legrégebbi városházáinak. Magját valószínűleg egy patríciusvár alkotta a lakóépületi illetve toronyrészekkel. Ez egy tűzesetben 1356-ban majdnem teljes mértékben megsemmisült. A piactorony, mely ugyanígy a tűz martaléka lett, 1360-ban újra felépült.

### Római torony

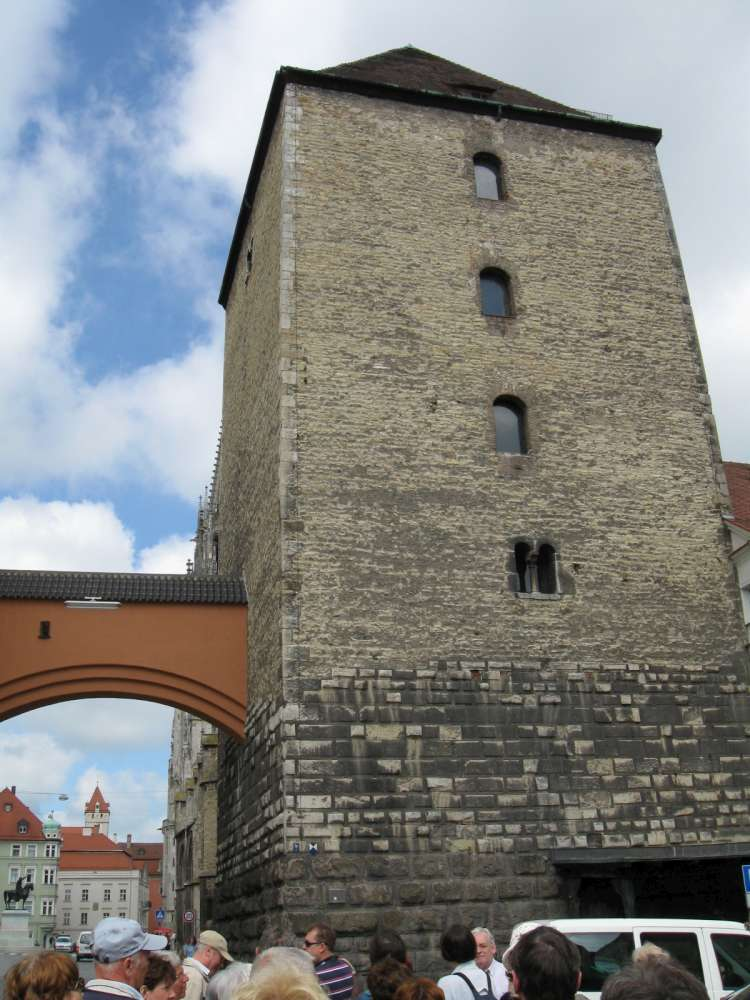
A Római torony

(Römerturm) vagy (Heidenturm) A torony magassága 28 méter, az alapja 14×14 méter. Falai alul 4 méter vastagok.
Először a római korban épült, később a fal építőanyagául szolgáló gránitköveket feltehetően más épületeknél használták fel, és csak az alapjainál maradtak meg, ez ma is jól látható. A 13. században magasították, majd a 14. században terméskövet felhasználva elérte végleges magasságát. Az utca másik oldalán álló hercegi udvarral egy repülő támfal köti össze.

## Külső hivatkozások
- Regensburg világörökségi honlapja
- Hivatalos német honlap